# Neighbours
Neighbours (in Vlaanderen ook bekend als Buren) is een Australische soapserie van productiebedrijf Fremantle. De serie startte in maart 1985. Oorspronkelijk werd de serie uitgezonden door Channel 7. Door de loop van de jaren werden achtereenvolgens enkele andere televisiestations coproducer. Sinds november 2022 is Amazon Freevee coproducent.

## Achtergrond
Neighbours gaat over de belevenissen van de inwoners van 6 huizen in Ramsay Street, een doodlopende straat in Erinsborough, een fictieve voorstad van Melbourne. De gebeurtenissen spelen zich altijd in dezelfde huizen af (nummers 22, 24, 26, 28, 30 en 32). Dat is een groot verschil met andere soaps waar er regelmatig van set gewisseld wordt.
De serie heeft ook een geheel eigen stijl gericht op het hele gezin en is niet te vergelijken met de Amerikaanse soaps. Naast de gebruikelijke drama's, ongevallen, ruzies, huwelijken en sterfgevallen is Neighbours namelijk ook bekend om zijn lichte, humoristische verhaallijnen. In elke aflevering lopen verschillende verhalen door elkaar, maar altijd zal er één luchtiger bij zijn.
Neighbours is regelmatig opgefrist. De serie heeft tientallen openingscredits en ook het themalied is een paar keer geüpdatet. Maar de sfeer van de intro (alle buren gezellig bij elkaar) en de bekende woorden 'everybody needs good neighbours' blijven behouden.
De binnenopnames gebeurden in de Global Television studios in Forest Hill. Voor buitenopnames trok de crew naar Ramsay Street. Pin Oak Court is de echte doodlopende straat die 37 jaar lang dienst deed als Ramsay Street. Alle huizen die je in de serie ziet, zijn echt en de crew mocht er een paar dagen per maand op straat en in de voortuinen filmen. De bewoners van de huizen kregen daar een mooie vergoeding voor. Lassiters, de ontmoetingsplaats van de 'buren', met een hotel, pub en koffiehuis bevindt zich net achter de studio's. Net als de zogezegde achtertuinen van Ramsay Street. Neighbours beschikte over de grootste buitenstudio van het Zuidelijk halfrond. Dat zorgt voor het typische buitengevoel van de serie. Gemiddeld speelt de helft van de scènes per aflevering zich buiten af. Ook lijkt het altijd goed weer. Maar eigenlijk is het in Melbourne vaak flink koud. De acteurs moeten toch altijd zomers gekleed (of in zwembroek) doen alsof het in Australië altijd zomer is. Dikke badjassen voor tussen de opnames waren nooit veraf.
Heel wat bekende sterren hebben in Neighbours gespeeld, vaak het begin van een succesvolle carrière. Onder meer Kylie Minogue, Jason Donovan, Chris Hemsworth, Natalie Imbruglia, Alan Dale, Delta Goodrem, Jesse Spencer, Guy Pearce, Ashleigh Brewer en Margot Robbie. Ook Russell Crowe heeft ooit een klein rolletje in de serie gespeeld. Eind jaren 80 vormden Kylie en Jason het meest populaire koppel ooit in Ramsay Street. Hun tv-huwelijk was in het Verenigd Koninkrijk goed voor 20 miljoen kijkers.

## Uitzendingen

### Australië
Na nog geen jaar en 170 afleveringen werd de serie door het Australische Channel 7 van de buis gehaald.
In 1986 nam concurrent Network Ten Neighbours over, waarop veel betere kijkcijfers volgden. De decors moesten nagebouwd worden, omdat Channel 7 met opzet alles vernield had.
In 2010, toen Neighbours zijn 25-jarig bestaan vierde, besliste Network Ten de serie te verhuizen naar het nieuwe digitale kanaal Eleven. Daar was de serie te zien vanaf begin 2011. Volgens de Australische liefhebbers van de serie zou dit het begin van het einde zijn, maar Neighbours was een belangrijk exportproduct en dus waren de Australische kijkcijfers niet allesbepalend. Op Eleven (later 10 Peach) trok Neighbours gemiddeld 120.000 kijkers.

### België
In België was Neighbours vanaf aflevering 1 te zien.
Het Belgische Eén bracht de serie dagelijks. In Vlaanderen is ze bekend onder de titel Buren. De eerste aflevering werd op de toenmalige BRT uitgezonden op 31 oktober 1988. De soap is al jaren het langstlopende programma op de Vlaamse televisie op het Journaal en Het Weer na.
In de begindagen was Neighbours in Vlaanderen te zien op primetime, aanvankelijk op BRT1 om 20 uur (31 oktober 1988 tot 13 maart 1990), vanaf 14 maart 1990 op BRT2 als opvolger van de Australische reeks Sons and Daughters, die een dag voordien in België was geëindigd. In september 1990 verhuisde Neighbours alweer terug naar het eerste BRT-net, naar het tijdstip 19 uur. In die jaren was Neighbours zeer populair, met vele artikelen in de populaire bladen Dag Allemaal, Joepie en TV Story, maar in de jaren negentig traden de Vlaamse soaps meer op de voorgrond. Neighbours was vanaf september 1995 te zien in de late namiddag (17.35 uur) bij de VRT. Daar startte het meer dan twintig jaar de avond van Eén mee op. Tot grote frustratie van de liefhebbers moest de reeks vaak wijken voor sportevenementen, vooral wielrennen. De reeks bereikte op Eén om 17.35 uur zo'n 150.000 live-kijkers per aflevering.
Op 3 juni 2021 maakte de VRT bekend dat Neighbours verhuisde naar VTM2. Aflevering 8241 is de laatste aflevering die vertoond werd, op 8 juni 2021 op Eén. De commerciële zender nam vanaf 14 juni 2021 (met aflevering 8242) de uitzendingen over, telkens rond 17 uur, net voor de Duitse soap Sturm der Liebe. Voortaan werd Neighbours onderbroken door reclame, maar was de serie wel frequenter op televisie, want hij werd niet meer geschrapt voor wielerwedstrijden. Gemiddeld waren er zo'n 90.000 live-kijkers per aflevering.
Op 1 februari 2024 zal VTM 2 aflevering 8903 van Neighbours uitzenden, dit was de laatste aflevering toen het programma werd stopgezet in de zomer van 2022. Vanaf 5 februari 2024 zal Neighbours verhuizen naar Play 5 en GoPlay om de serie te vervolgen vanaf aflevering 8904. Doordat de uitzendingen meteen worden vervolgd zal er nog maar 5 maanden achterstand zijn ten opzichte van Australië i.p.v. 1,5 jaar zoals dat eerder was. 
Ook op de Waalse televisie was Neighbours een tijdlang te zien, en wel onder de titel Voisins.

### Nederland
De Nederlandse publieke omroepen KRO en de VARA zonden begin jaren negentig de reeks samen uit, met wisselend succes. Nederland raakte steeds verder achterop in de serie doordat de afleveringen slechts twee of drie keer per week werden gebracht. Hierdoor gingen steeds meer Nederlanders de soap op het Belgische TV1 volgen, voor de KRO en VARA reden om ermee op te houden.
Na de terugkeer van het programma in 2023 zend in Nederland Net5 het programma uit sinds 9 januari 2024.

### Verenigd Koninkrijk
Buren is van 1986 tot 2007 uitgezonden op de BBC, maar die zender verloor de rechten op de soap ondertussen aan de Engelse commerciële zender Five, doordat Channel 5 meer betaalde voor een overeenkomst met Fremantle/Grundy (die de soap produceert). Op 8 februari 2008 was Neighbours voor het laatst te zien op de BBC. Channel 5 sloot de maandag erop aan met de volgende aflevering zodat de fans hun favoriete soap geen dag moeten missen.
Channel 5 betaalt veel meer geld voor de uitzendrechten, waardoor de kwaliteit (decors, belichting) erop vooruitging. Maar door de overstap van het populaire BBC One naar het minder bekende (en niet in heel het land te ontvangen) Channel 5 gingen de kijkcijfers wel achteruit. Elke aflevering van Neighbours bereikt in het Verenigd Koninkrijk gemiddeld 2 miljoen kijkers. De laatste tien jaren produceerden de Britten de soap mee met de Australische makers. Ze hadden beslissingsrecht over verhalen, personages en betaalden het merendeel van de productiekosten. Dat maakte het betaalbaar voor het Australische 10 Peach, maar hield ook een risico in zoals later zou blijken.

## Einde van Neighbours in 2022
In februari 2022 raakte bekend dat de Britse zender Channel 5 Neighbours vanaf de zomer van 2022 niet meer zou uitzenden. Daarmee viel ook de grootste financier voor de soap weg. De Australische productiefirma Fremantle moest op zoek naar een nieuwe partner. Die werd toen niet gevonden en daarom werd besloten de serie te stoppen. De laatste aflevering in coproductie met Channel 5 werd op die zender op 29 juli 2022 uitgezonden. Daarmee kwam na 37,5 jaar en 8903 afleveringen een einde aan de serie.
De makers maakten van de laatste maanden een feest onder de noemer 'celebrating Neighbours'. Ruim twintig vroegere personages keerden terug voor het slot (Harold Bishop Shane Ramsay, Izzy Hoyland, Joel Samuels, Des Clarke, Mal, Billy en Libby Kennedy, Steph en Felicity Scully, Donna Freedman, Mike Young e.a.).
Ook Kylie Minogue en Jason Donovan waren in deze finale te zien. Zij speelden eind jaren tachtig het legendarische koppel Charlene en Scott, dat in de serie intussen 35 jaar getrouwd is. Ook Hollywoodsterren Guy Pearce (Mike Young) en Margot Robbie (Donna Freedman) keerden even terug voor dit slot. Alle acteurs die gevraagd zijn, zeiden volgens de producer ja omdat ze hun carrière te danken hebben aan de soap.

## Herstart van Neighbours in 2023
Op 17 november 2022 maakte Fremantle bekend dat Amazon Freevee de soap zou herstarten. Nieuwe afleveringen verschijnen vanaf de tweede helft van 2023 op de Britse en Amerikaanse markt via Amazon Freevee. In Australië, Nieuw-Zeeland en Canada is de soap te bezichtigen via Prime Video. De intentie is om minstens twee seizoenen te maken met elk 200 afleveringen. Acteurs die terugkeerden zijn onder anderen: Stefan Dennis, Alan Fletcher, Jackie Woodburne, Ryan Moloney, Rebekah Elmaloglou, Kaiya Jones, Tim Kano, Georgie Stone, Melissa Bell, April Rose Pengilly en Ian Smith. In februari 2025 maakte Amazon bekend dat de serie wordt stopgezet en de laatste aflevering eind december 2025 wordt uitgezonden.
In januari 2024 startte het Nederlandse Net5 met de dagelijkse uitzending van deze nieuwe reeks: Neighbours: A New Chapter. Sinds 5 februari 2024 zijn deze te zien op het Vlaamse Play5.

## Rolverdeling
Neighbours is bekend om zijn voortdurend wisselende acteurs. Jonge acteurs, voor wie Neighbours vaak hun doorbraak is, zien de soap als een springplank en blijven niet lang in Erinsborough. Toch draaien heel wat verhaallijnen om de jongeren en hun liefdes, ruzies, geluk en ongeluk.
De oudere acteurs zijn iets standvastiger. Personages als Paul Robinson, Karl en Susan Kennedy en Toadfish Rebecchi draaien al jaren mee en zorgen voor een band met verdwenen personages en vroegere jaargangen van de soap. Zij zijn volgens de fans de kracht van Neighbours en zijn dan ook heel populair, met als uitschieters Paul Robinson, die van bij de start in 1985 tot in 1993 in het feuilleton figureerde en dan na een ellenlange afwezigheid opnieuw sinds 2004, en Susan Kennedy, de favoriete 'mama' van de inwoners van Ramsay Street, een positie die zij overnam van Helen Daniels (Pauls grootmoeder). Personages van vroeger keren na jaren terug, soms voor een korte periode, soms als vast personage.

### Voormalige rolverdeling
Een kleine selectie van bekende acteurs die in het verleden deel uitmaakten van de serie.
| Acteur                   | Personage                | Duurtijd                                   |
| ------------------------ | ------------------------ | ------------------------------------------ |
| Janet Andrewartha        | Lyn Scully               | 1999-2006, 2008 (gastrol), 2009-2011       |
| Natalie Bassingthwaighte | Isabelle Hoyland         | 2003-2006, 2007                            |
| Pippa Black              | Elle Robinson            | 2005-2009                                  |
| Ashleigh Brewer          | Kate Ramsay              | 2009-2014                                  |
| Anne Charleston          | Madge Bishop             | 1986-1992, 1996-2001, 2015                 |
| Sam Clark                | Ringo Brown              | 2007-2010                                  |
| Russell Crowe            | Kenny Larkin             | 1987                                       |
| Alan Dale                | Jim Robinson             | 1985-1993                                  |
| Jason Donovan            | Scott Robinson           | 1986-1989                                  |
| Delta Goodrem            | Nina Tucker              | 2002-2003, 2004, 2005, 2015                |
| Vivean Gray              | Nell Mangel              | 1986-1988                                  |
| Anne Haddy               | Helen Daniels            | 1985-1997                                  |
| Jane Hall                | Rebecca Napier           | 2007-2011, 2014                            |
| Natalie Imbruglia        | Beth Willis              | 1992-1993, 1994                            |
| Dichen Lachman           | Katya Kinski             | 2005-2007                                  |
| Stephanie McIntosh       | Sky Mangel               | 2003-2007, 2015                            |
| Craig McLachlan          | Henry Ramsay             | 1987-1989                                  |
| Kylie Minogue            | Charlene Robinson        | 1986-1988                                  |
| Radha Mitchell           | Catherine Kennedy        | 1996-1997                                  |
| Tom Oliver               | Lou Carpenter            | 1988, 1992-2016                            |
| Guy Pearce               | Mike Young               | 1986-1989                                  |
| Margot Robbie            | Donna Freedman           | 2008-2011                                  |
| Ian Smith                | Harold Bishop            | 1987-1991, 1996-2009, 2015                 |
| James Sorensen           | Declan Napier            | 2007-2011                                  |
| Jesse Spencer            | Billy Kennedy            | 1994-2000, 2005                            |
| Eliza Taylor-Cotter      | Janae Timmins            | 2005-2008                                  |
| Brett Tucker             | Daniel Fitzgerald        | 1999-2000 (gastrol), 2007-2009             |
| Holly Valance            | Felicity Scully          | 1999-2002, 2005                            |
| Kym Valentine            | Libby Kennedy-Fitzgerald | 1994-2004, 2005 (gastrol), 2007-2011, 2014 |
| Matthew Werkmeister      | Zeke Kinski              | 2005-2011, 2014                            |

### Trivia
- Neighbours is een langlopende serie en dat heeft zo zijn gevolgen. Zo is het al enkele malen voorgekomen dat één acteur verschillende personages vertolkte (weliswaar nooit binnen één aflevering of zelfs maar seizoen). Voorbeelden van acteurs die twee rollen speelden: Ian Rawlings (gastrol Marcus Stone, langdurige rol Philip Martin), Shane Connor (gastrol Philip Hoffman, langdurige rol Joe Scully), Blair Venn (langdurige rol Brendan Bell, tweede langdurige rol Richard Aaronow). Andrew Larkins speelde zelfs drie rollen: twee kortstondige (Dean Gardner en Adrian Pitt) en een langdurige (Tom Scully).

## Afleveringen
Onderstaande tabel toont de uitgezonden afleveringen in Australië. In België komen de afleveringen 16 maanden later op tv.
| Seizoen | Eerste uitzending op Ten             | Afleveringen | Aantal |
| ------- | ------------------------------------ | ------------ | ------ |
| 1       | 18 maart 1985 - 8 november 1985      | 1 - 170      | 170    |
| 2       | 20 januari 1986 - 5 december 1986    | 171 - 400    | 230    |
| 3       | 12 januari 1987 - 8 december 1987    | 401 - 637    | 237    |
| 4       | 13 januari 1988 - 12 december 1988   | 638 - 876    | 238    |
| 5       | 17 januari 1989 - 13 december 1989   | 877 - 1113   | 236    |
| 6       | 11 januari 1990 - 7 december 1990    | 1114 - 1350  | 237    |
| 7       | 21 januari 1991 - 13 december 1991   | 1351 - 1585  | 235    |
| 8       | 6 januari 1992 - 4 december 1992     | 1586 - 1825  | 240    |
| 9       | 11 januari 1993 - 17 december 1993   | 1826 - 2070  | 245    |
| 10      | 24 januari 1994 - 25 november 1994   | 2071 - 2290  | 220    |
| 11      | 2 januari 1995 - 1 december 1995     | 2291 - 2530  | 240    |
| 12      | 22 januari 1996 - 20 december 1996   | 2531 - 2770  | 240    |
| 13      | 20 januari 1997 - 28 november 1997   | 2771 - 2995  | 225    |
| 14      | 19 januari 1998 - 27 november 1998   | 2996 - 3220  | 225    |
| 15      | 18 januari 1999 - 26 november 1999   | 3221 - 3445  | 225    |
| 16      | 17 januari 2000 - 8 december 2000    | 3446 - 3680  | 235    |
| 17      | 15 januari 2001 - 14 december 2001   | 3681 - 3920  | 240    |
| 18      | 21 januari 2002 - 13 december 2002   | 3921 - 4155  | 235    |
| 19      | 20 januari 2003 - 19 december 2003   | 4156 - 4395  | 240    |
| 20      | 19 januari 2004 - 10 december 2004   | 4396 - 4630  | 235    |
| 21      | 10 januari 2005 - 16 december 2005   | 4631 - 4875  | 245    |
| 22      | 9 januari 2006 - 15 december 2006    | 4876 - 5120  | 245    |
| 23      | 8 januari 2007 - 14 december 2007    | 5121 - 5365  | 245    |
| 24      | 14 januari 2008 - 12 december 2008   | 5366 - 5605  | 240    |
| 25      | 19 januari 2009 - 4 december 2009    | 5605 - 5835  | 230    |
| 26      | 11 januari 2010 - 17 december 2010   | 5836 - 6070  | 235    |
| 27      | 11 januari 2011 - 9 december 2011    | 6071 - 6310  | 240    |
| 28      | 9 januari 2012 - 7 december 2012     | 6311 - 6550  | 240    |
| 29      | 7 januari 2013 - 6 december 2013     | 6551 - 6790  | 240    |
| 30      | 6 januari 2014 - 5 december 2014     | 6791 - 7030  | 240    |
| 31      | 5 januari 2015 - 4 december 2015     | 7031 - 7270  | 240    |
| 32      | 4 januari 2016 - 9 december 2016     | 7271 - 7510  | 240    |
| 33      | 16 januari 2017 - 8 december 2017    | 7511 - 7750  | 240    |
| 34      | 22 januari 2018 - 31 december 2018   | 7751 - 8006  | 256    |
| 35      | 1 januari 2019 - 30 december 2019    | 8007 - 8266  | 260    |
| 36      | 1 januari 2020 - 31 december 2020    | 8267 - 8527  | 260    |
| 37      | 1 januari 2021 - 31 december 2021    | 8528 - 8751  | 223    |
| 38      | 3 januari 2022 - 29 juli 2022        | 8752 - 8903  | 151    |
| 39      | 18 september 2023 - 29 augustus 2024 | 8904 - 9103  | 200    |
| 40      | 2 september 2024 -                   | 9104 -       |        |

## Afbeeldingen

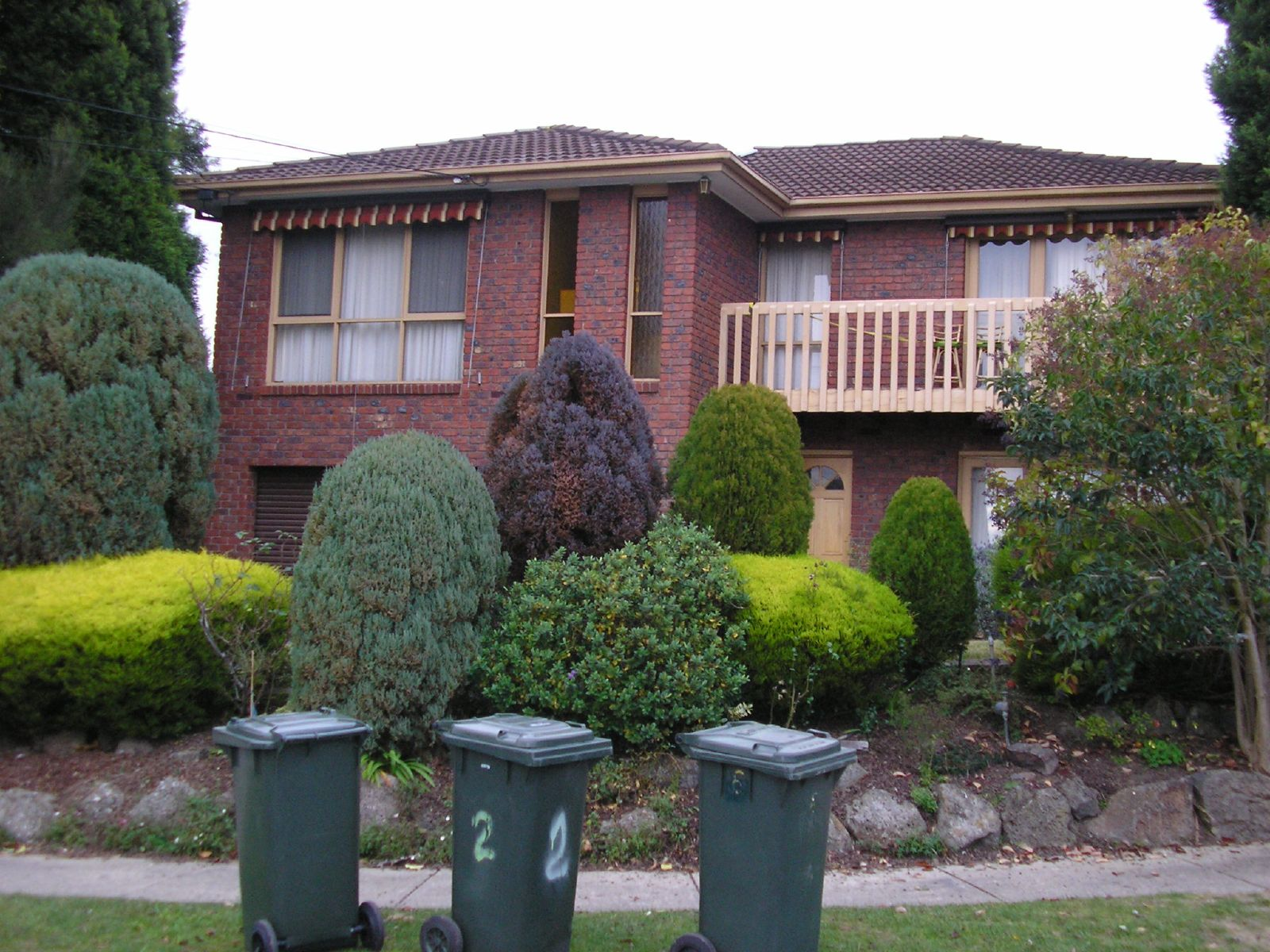
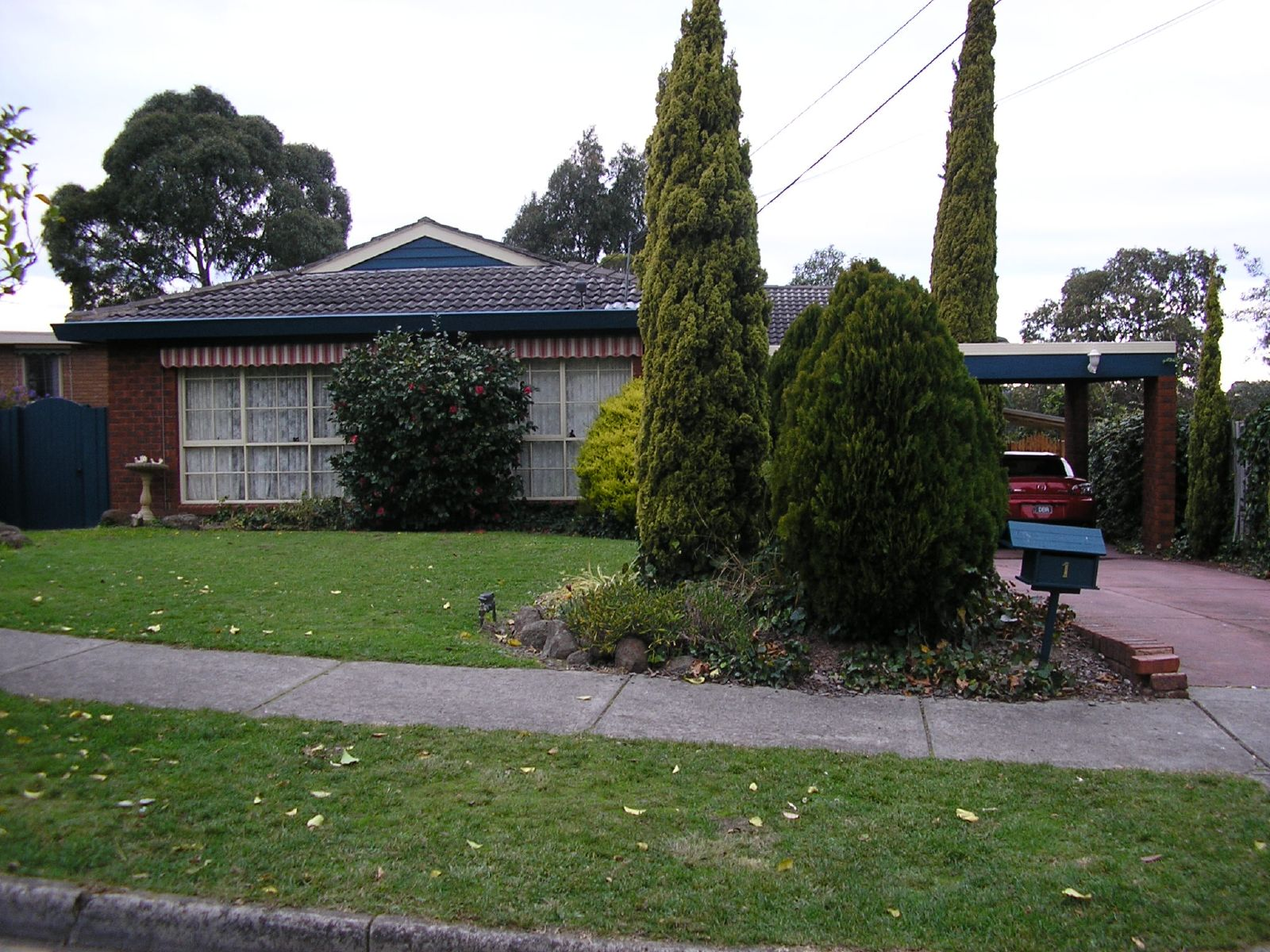
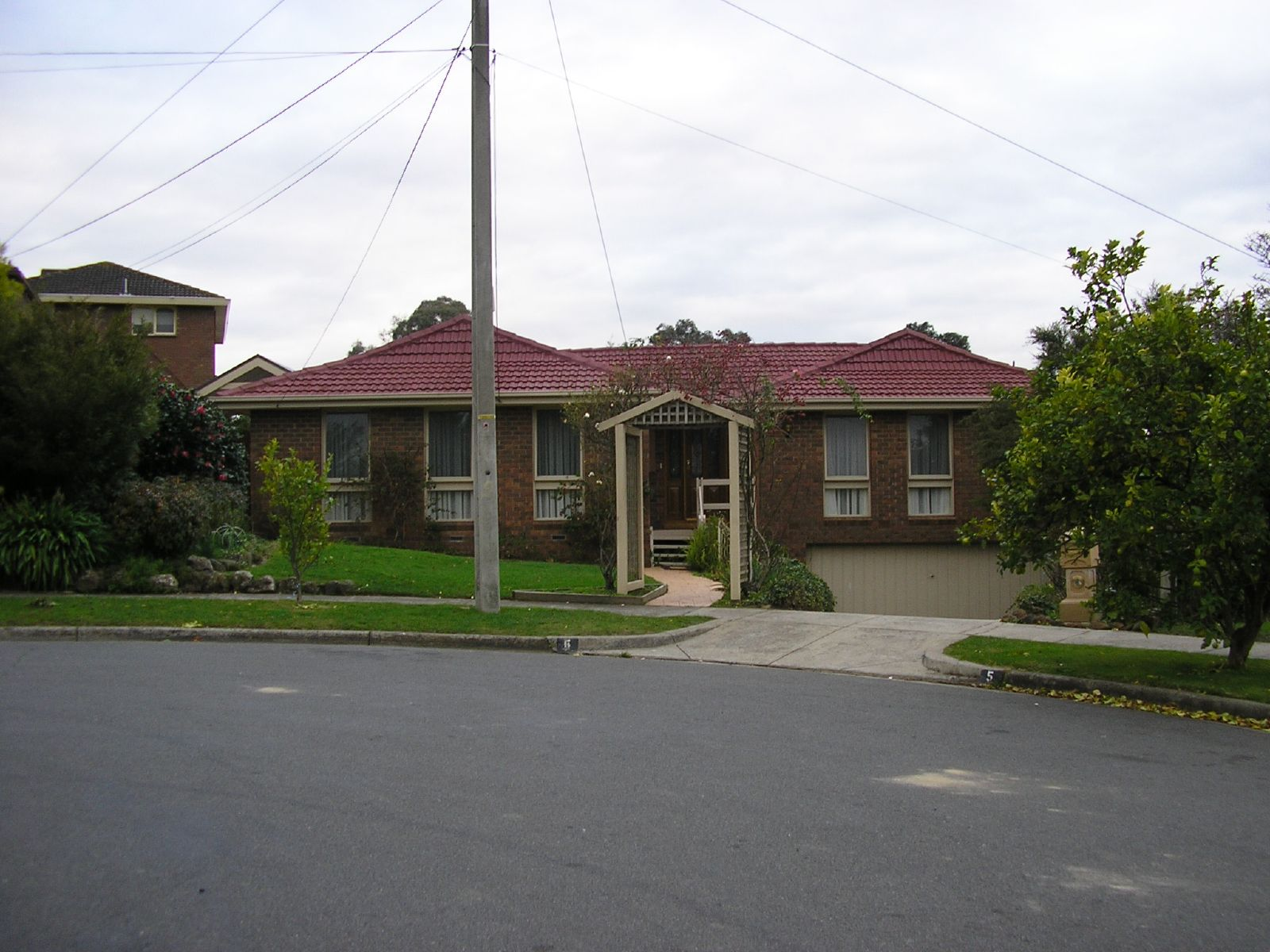
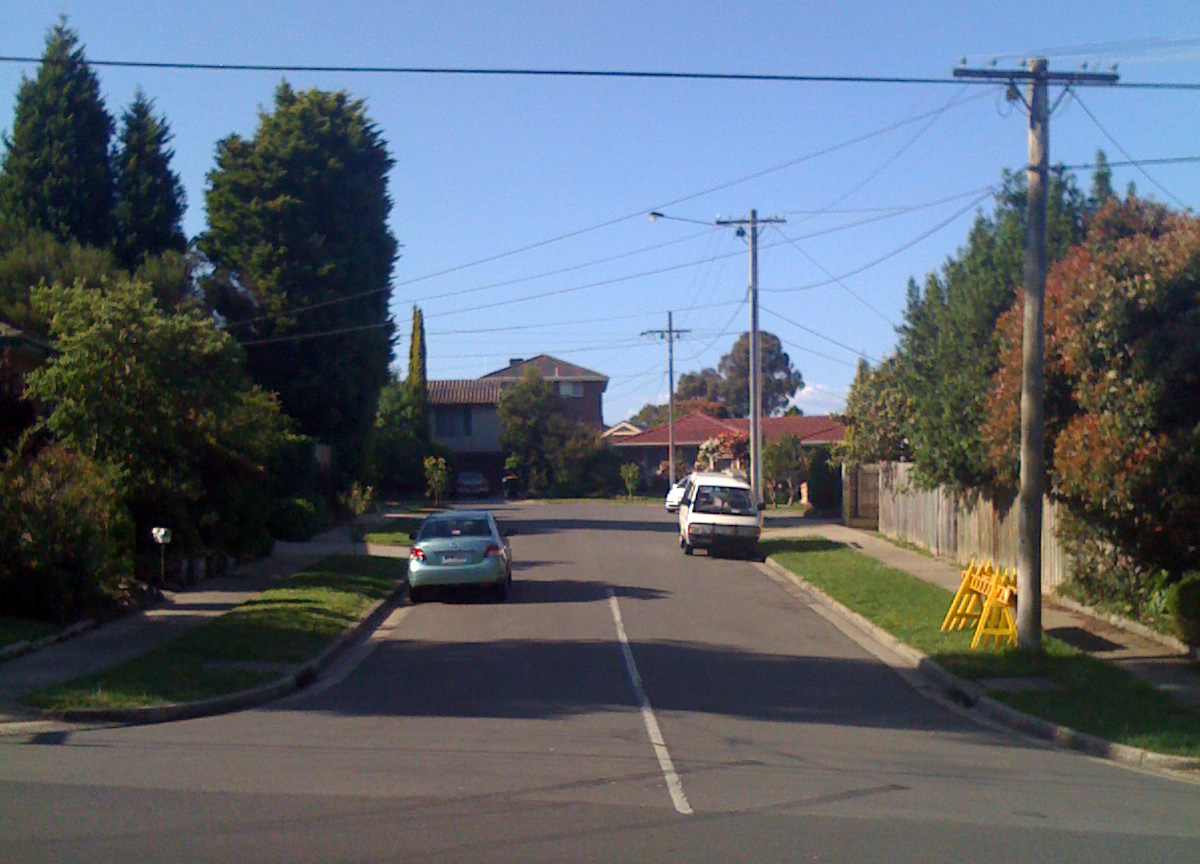
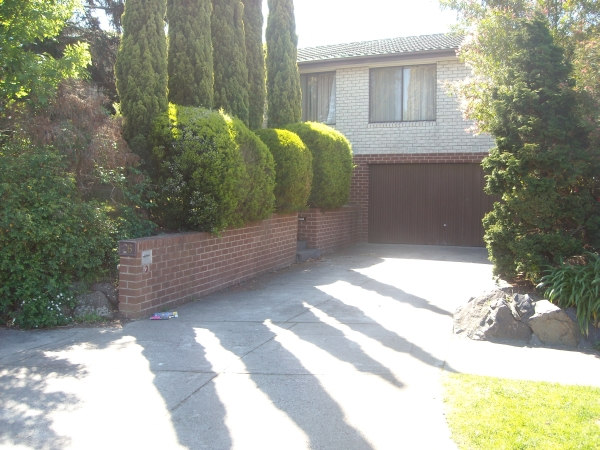
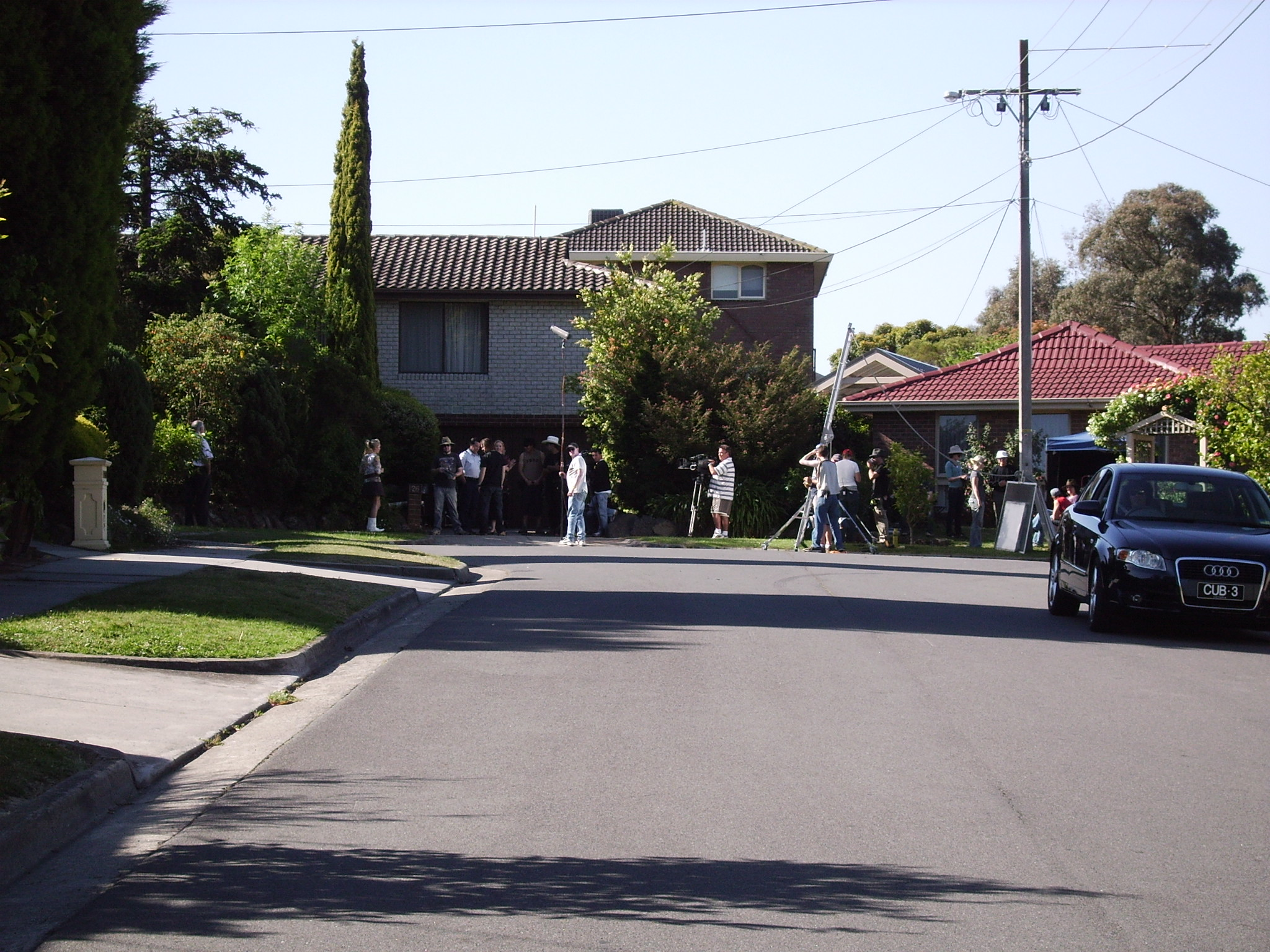
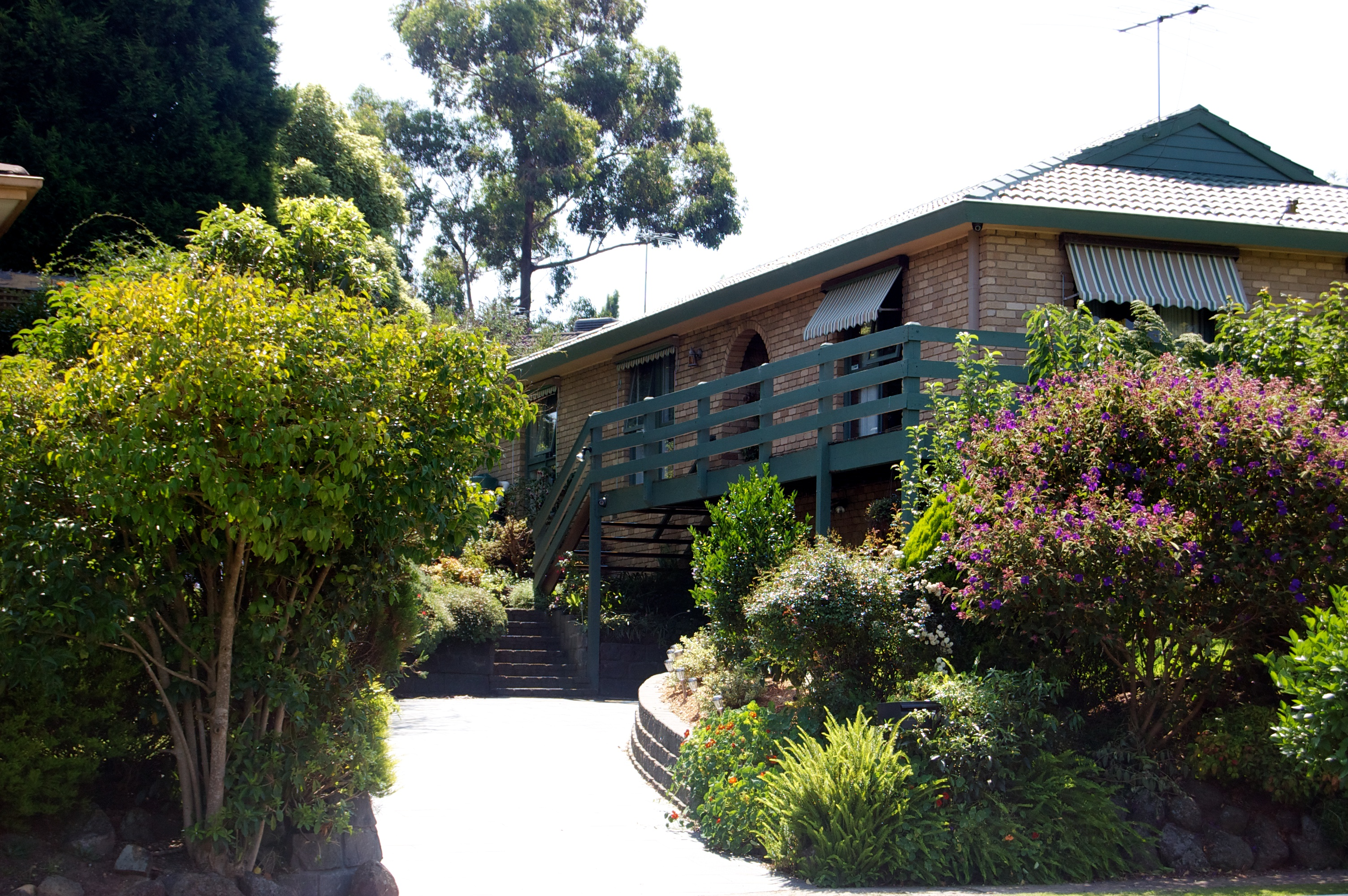